# Jicchak Rabin
Jicchak Rabin (hebrejsky  יִצְחָק רַבִּין‎, anglicky Yitzhak Rabin; 1. března 1922 – 4. listopadu 1995) byl izraelský politik, diplomat a voják. Dvakrát zastával funkci premiéra, poprvé jakožto v pořadí šestý izraelský premiér v letech 1974 až 1977 a podruhé coby v pořadí jedenáctý premiér od roku 1992 až do svého zavraždění v roce 1995. Službou v armádě strávil 27 let a během své vojenské kariéry dosáhl četných úspěchů. V období před vznikem Izraele působil v elitní úderné jednotce Palmach a po vzniku Izraelských obranných sil (IOS) zastával řadu vysokých velitelských pozic. V letech 1964 až 1968 byl náčelníkem Generálního štábu IOS a jako takový naplánoval a dohlížel na izraelský vojenský úspěch v šestidenní válce v roce 1967. Podílel se také na formování izraelské vojenské doktríny a vývoji výcvikových technik a bitevních strategií.
Kromě úřadu premiéra zastával celou řadu ministerských postů v izraelské vládě (např. ministra obrany, vnitra, práce, školství, zdravotnictví). Ve svých politických názorech se dostal od razantního potírání první palestinské intifády politikou „železné pěsti“ až po mírové řešení izraelsko-palestinského konfliktu. Výrazným způsobem se zasadil o schválení mírových dohod z Osla, historicky prvních mírových dohod s palestinskou reprezentací, díky nimž vznikla Palestinská samospráva. V 70. letech došlo za jeho vlády k podpisu dohody s Egyptem, která později umožnila dojednání mírové smlouvy s touto zemí. Díky jeho přičinění Izrael dále v roce 1994 uzavřel mírovou smlouvu s Jordánskem. Za jeho mírové úsilí mu byla spolu s Šimonem Peresem a Jásirem Arafatem téhož roku udělena Nobelova cena míru. Jeho mírové aktivity a územní ústupky v rámci mírových jednání však rozdělily izraelskou společnost. Mezi jádro tvrdých odpůrců Rabinovy politiky, kam se řadila především izraelská pravice a radikální náboženské kruhy, patřil i ortodoxní izraelský student Jig'al Amir, který na Rabina v roce 1995 spáchal atentát. Zraněním ze tří výstřelů z pistole Rabin po převozu do nemocnice podlehl.
Jicchak Rabin byl prvním Židem narozeným na historickém území Izraele („sabrou“), který se stal izraelským premiérem. Zároveň se stal prvním zavražděným izraelským premiérem a druhým izraelským premiérem, který zemřel během výkonu úřadu. V roce 2005 byl v celostátní izraelské soutěži internetového deníku Ynetnews zvolen největším Izraelcem všech dob.

## Původ a mládí
Jicchak Rabin se narodil v roce 1922 v Jeruzalémě pionýrům třetí aliji Nechemjovi a Rose Rabinovým, kteří byli činní v politické straně Achdut ha-avoda. Jicchakův otec Nechemja Rubicov se narodil v roce 1886 ve vesnici Sydorovyči u malého městečka Ivankiv u Kyjeva v carském Rusku (dnešní Ukrajina). Jako dítě ztratil otce, a tak musel již v raném věku začít pracovat a podporovat rodinu. V osmnácti letech emigroval do Spojených států, kde se stal členem sionistického hnutí Poalej Cijon („Dělníci Sijónu“) a změnil si své příjmení na Rabin. Během první světové války vstoupil v roce 1917 do Židovské legie a odjel do Britského mandátu Palestina. Vojenských akcí se však nezúčastnil. Tam po válce pracoval nejprve v národní energetické společnosti a posléze ve stavební společnosti Solel Bone.
Matka Jicchaka Rabina, rodným jménem Rosa Kohenová, se narodila do rodiny rabína roku 1890 v Mohylevě v carském Rusku, na území dnešního Běloruska. Na rozdíl od zbytku své rodiny nebyla Rosa nábožensky založená a další věcí, kterou se svým otcem nesdílela, byl jeho odpor vůči sionismu. Jako jediná ze sourozenců studovala na křesťanské dívčí střední škole v sousedním Homelu. Tam se stala svědkem pogromů a jako zdravotní pomocnice pomáhala Židům, kteří při nich utrpěli zranění. Podporovala dělnické hnutí, pracovala v muniční továrně a většinu vydělaných peněz dávala rodinám svých kolegů. Kvůli zhoršení podmínek dělníků a Židů nebyla spokojena s komunistickou říjnovou revoluci a po odmítnutí vstupu do Komunistické strany se stala podezřelou a pronásledovala ji tajná policie. Rosa Kohenová se tedy v roce 1919 rozhodla emigrovat do Švédska. Jediná loď v přístavu však plula do Palestiny, takže Kohenová neměla na vybranou a stala se příslušnicí třetí aliji, která se do tohoto období datuje. Po přistání v Palestině navštívila svého strýce žijícího v Jeruzalémě, nedlouho poté se však rozhodla odejít pracovat do kibucu. Dostala se tak do oblasti poblíž Galilejského jezera, kde pomáhala při vysoušení bažin. Během práce onemocněla malárií, takže se na radu lékaře vrátila zpět do Jeruzaléma. Později se přestěhovala do Haify, kde se stala první ženou ve vedení podzemní židovské vojenské organizace Hagana. Byla rovněž bojovnicí za ženská práva, socialistkou (přezdívalo se jí „Rudá Rosa“) a později členkou telavivské městské rady.
Jicchak Rabin vyrůstal v Tel Avivu, kam se jeho rodiče přestěhovali, když mu byl rok. O dva roky později, v roce 1925, se mu narodila sestra Rachel. Jako dítě chodil na základní školu Bejt chinuch le-jaldej ovdim‎ (doslova „škola pro děti pracujících“) a v patnácti letech nastoupil na Střední zemědělskou školu Kadoorie, kde se spřátelil s Jigalem Alonem. Školu absolvoval roce 1940 s vyznamenáním a měl se stát zavlažovacím inženýrem, k čemuž však nedošlo. Jicchak Rabin i jeho sestra Rachel byli během dospívání ovlivněni silnou angažovaností svých rodičů, a zejména pak matky, v politickém a sociálním dění, což pomáhalo utvářet jejich osobnost.
Během druhého příměří války za nezávislost se Jicchak Rabin 23. srpna 1948 oženil s Leou Schlossbergovou, dcerou německých imigrantů a reportérkou novin úderné jednotky Palmach, o kterou se ucházel již od roku 1944, kdy jí bylo patnáct let. Narodily se jim dvě děti, dcera Dalia (* 1950) a syn Juval (* 1956). Rabin nebyl nábožensky založený a zvláštní americký vyslanec pro Blízký východ Dennis Ross o něm prohlásil, že v Izraeli nepotkal sekulárnějšího Žida.

## Vojenská kariéra

### Druhá světová válka a konec Britského mandátu

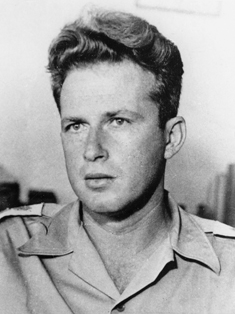
Jicchak Rabin na fotografii z roku 1948 ve funkci velitele 10. brigády Harel

V roce 1941 se mladý Rabin zúčastnil praktické výuky v kibucu Ramat Jochanan. Zde pod vlivem Jigala Alona vstoupil do elitních úderných jednotek Palmach, patřících k hlavní židovské vojenské podzemní organizaci Hagana. První operací, jíž se zúčastnil, byla v červnu až červenci 1941 asistence spojenecké invazi do Libanonu, který ovládaly síly vichistické Francie. Po skončení druhé světové války se vztah židovských představitelů a britské mandátní správy velmi zhoršil především následkem omezení židovského přistěhovalectví Brity. V říjnu 1945 velel Rabin úspěšnému osvobození ilegálních židovských imigrantů z internačního tábora Atlit. Během masivní britské operace proti vůdcům židovského hnutí v Palestině, známé jako Černá sobota, byl Rabin zatčen britskou policií a pět měsíců vězněn. Po propuštění se stal velitelem druhého praporu Palmach a postupně se vypracoval až na velitele operací a zástupce velitele Palmach, jímž se stal v říjnu 1947.

### Válka o nezávislost
Během války za izraelskou nezávislost řídil izraelské operace v Jeruzalémě a bojoval proti egyptské armádě v Negevu. 14. dubna 1948 byl jmenován velitelem nově vzniklé brigády Harel, která bojovala na příjezdové cestě do Jeruzaléma směrem od pobřežní planiny (včetně Barmské cesty) a zúčastnila se také mnoha vojenských akcí v Jeruzalémě, mezi nimi zabezpečení jižní části města zabráním kibucu Ramat Rachel.

#### Potopení Altaleny
Během prvního příměří, tehdy v hodnosti plukovníka, obdržel od Davida Ben Guriona rozkaz potopit loď Altalena, která k připlula k telavivskému pobřeží se zbraněmi pro podzemní židovskou vojenskou organizaci revizionistického hnutí, známou jako Irgun či Ecel. Irgun totiž odmítl část zbraní předat oficiální izraelské armádě, jejíž byl již tři týdny součástí, a tím ohrozil autoritu vlády a armády. Tato událost byla pro Rabina jedním z nejtěžších okamžiků v životě, jak sám přiznal mimo záznam během televizního natáčení v roce 1994. Výsledná bitva se stala odstrašujícím okamžikem izraelských dějin, a tak je i připomenuta na pomníku v místě, kde se odehrála: "Nikdy už nedopusťme bratrovražednou válku." Při bojích bylo zabito šestnáct členů posádky a tři vojáci. Podíl na potopení Altaleny mu židovští nacionalisté nikdy neodpustili.

#### Operace Dany, Joav a Chorev

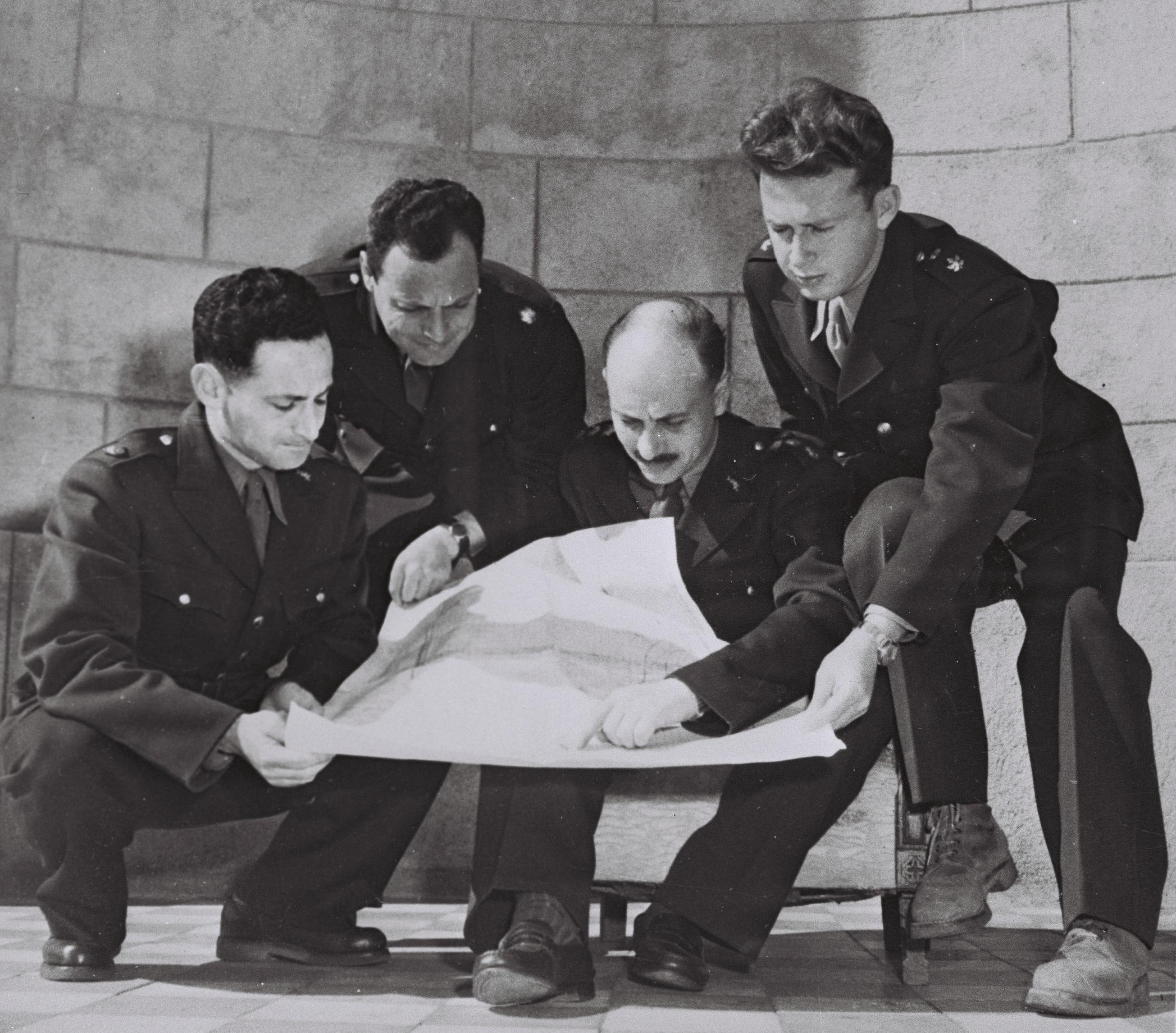
Izraelská delegace na jednání o příměří na ostrově Rhodos. Zleva: velitel Jehošafat Harkabi, Arje Simon, Jiga'el Jadin a Jicchak Rabin

V následujícím období sloužil jako velitel operací střední oblasti a zástupce velitele operace Danny, při níž byla dobyta města Ramla a Lydda i letiště v Lyddě. Součástí bylo vyhnání 50 tisíc arabských civilistů, nařízené Ben Gurionem a provedené Rabinem a Alonem, které Rabina dlouhá léta trápilo. V poslední fázi války působil jako šéf operací na jižní frontě a účastnil se hlavních bitev a bojů včetně operací Jo'av a Chorev.

### Období příměří

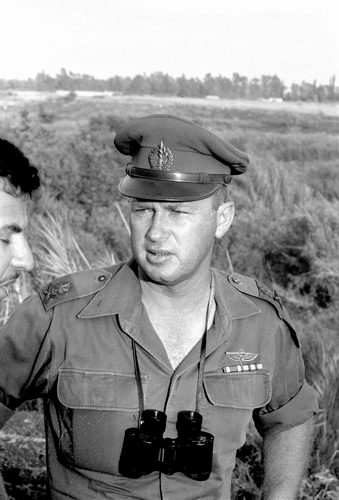
Jicchak Rabin již jako velitel severního velitelství hovoří se svým podřízeným, 1957

Počátkem roku 1949 byl Jicchak Rabin členem izraelské delegace na jednáních o příměří s Egyptem na řeckém ostrově Rhodos. Výsledkem byly dohody o příměří, které umožnily Izraeli ukončit válečný stav. Po demobilizaci na konci války zůstal služebně nejstarším členem Palmach, který setrval v izraelské armádě. V březnu 1950 se stal armádním instruktorem a vedl kurz pro přípravu velitelů praporu. Rabin rovněž vytvořil výcvikovou doktrínu Izraelských obranných sil a styl velení, známý pod rozkazem „Za mnou!“ (hebrejsky אחרי‎, acharaj). V roce 1953 absolvoval britskou školu pro důstojníky Camberly Staff College a po návratu byl v roce 1955, v pouhých 32 letech, povýšen na generálmajora, čímž se stal nejmladším generálem izraelské armády. Zároveň jej tehdejší náčelník Generálního štábu Moše Dajan ustanovil velitelem výcvikové větve izraelské armády. První rozhodnutí, které v této funkci učinil, bylo nařízení, že každý bojový důstojník musí po absolvování důstojnického kurzu podstoupit parašutistický výcvik; mezi prvními do něj zařadil členy generálního štábu. V letech 1956 až 1959 sloužil jako velitel severního velitelství.
Dne 24. ledna 1961 se Rabin stal zástupcem náčelníka Generálního štábu Cviho Cura. V této funkci se snažil prosadit svůj názor, že by Izrael měl snížit svou závislost na francouzských zbraních a spíše se orientovat na zbraně americké. V tom se neshodoval s tehdejším náměstkem ministra obrany Šimonem Peresem, což bylo počátkem jejich vzájemných sporů a rivality. 1. ledna 1964 Rabina v jeho 41 letech premiér Levi Eškol jmenoval náčelníkem Generálního štábu IOS.

### Šestidenní válka
Za Rabinova vedení dosáhly Izraelské obranné síly během šestidenní války v roce 1967 vítězství nad Egyptem, Sýrií a Jordánskem. Bezprostředně po skončení války mu Hebrejská univerzita udělila čestný doktorát z filosofie, při jehož přijetí Rabin pronesl slavný projev v univerzitním kampusu na hoře Skopus.
Jen několik týdnů před válkou, v druhé polovině května, však Rabin zažil krušné okamžiky. Izraelský generální štáb nebyl totiž zajedno, zda proti egyptským provokacím (uzavření Tiránské úžiny, jež Izrael vždy považoval za casus belli, vypovězení příslušníků mírových sborů OSN ze Sinajského poloostrova atp.) reagovat stupňovitě, či zda provést rychlou totální ofenzivu. V tomto sporu nepomohl ani nerozhodný premiér Eškol. Rabin se proto vydal za Ben Gurionem doufaje, že by Ben Gurion mohl využít svůj vliv ve prospěch preemptivního útoku. Rabinovo setkání s Ben Gurionem vzpomíná kniha Luca Rosenzweiga: „Jenže Ben Gurion ostře napadl Rabina, že vyvoláním zbytečné války dává v sázku budoucnost Izraele. To byla pro Rabina taková rána, že se zhroutil: na několik dní úplně zmizel. Oficiálně měl „otravu tabákem,“ ve skutečnosti však upadl do hluboké deprese, jak sám později přiznal.“ To víceméně potvrzuje i Rabinův popis těchto dní v knize Davida Phillipa Horovitze: „Pozdě téhož večera (…) jsem se vrátil domů ve stavu psychického a fyzického vyčerpání. Od té doby jsem se neustále sám sebe ptal: ‚co se mi ten večer stalo?‘ (…) Nemůže být pochyb, že jsem trpěl kombinací tlaku, vyčerpání a enormního množství cigaretového kouře, který jsem v uplynulých dnech inhaloval. Těch několik uplynulých dní se zdálo být nekončených. Jedlo se za pochodu, a to pouze tehdy, když se naskytla příležitost. Prakticky jsem nespal a kouřil jsem jak parní lokomotiva. Bylo to však více než nikotin, co mě srazilo. Těžký pocit viny, který mě poslední dobou pronásledoval, se stal onoho 23. května nesnesitelně silným. Nezapomenu Ben Gurionova slova: ‚Ty neseš zodpovědnost.‘“

## Velvyslanec a ministr práce

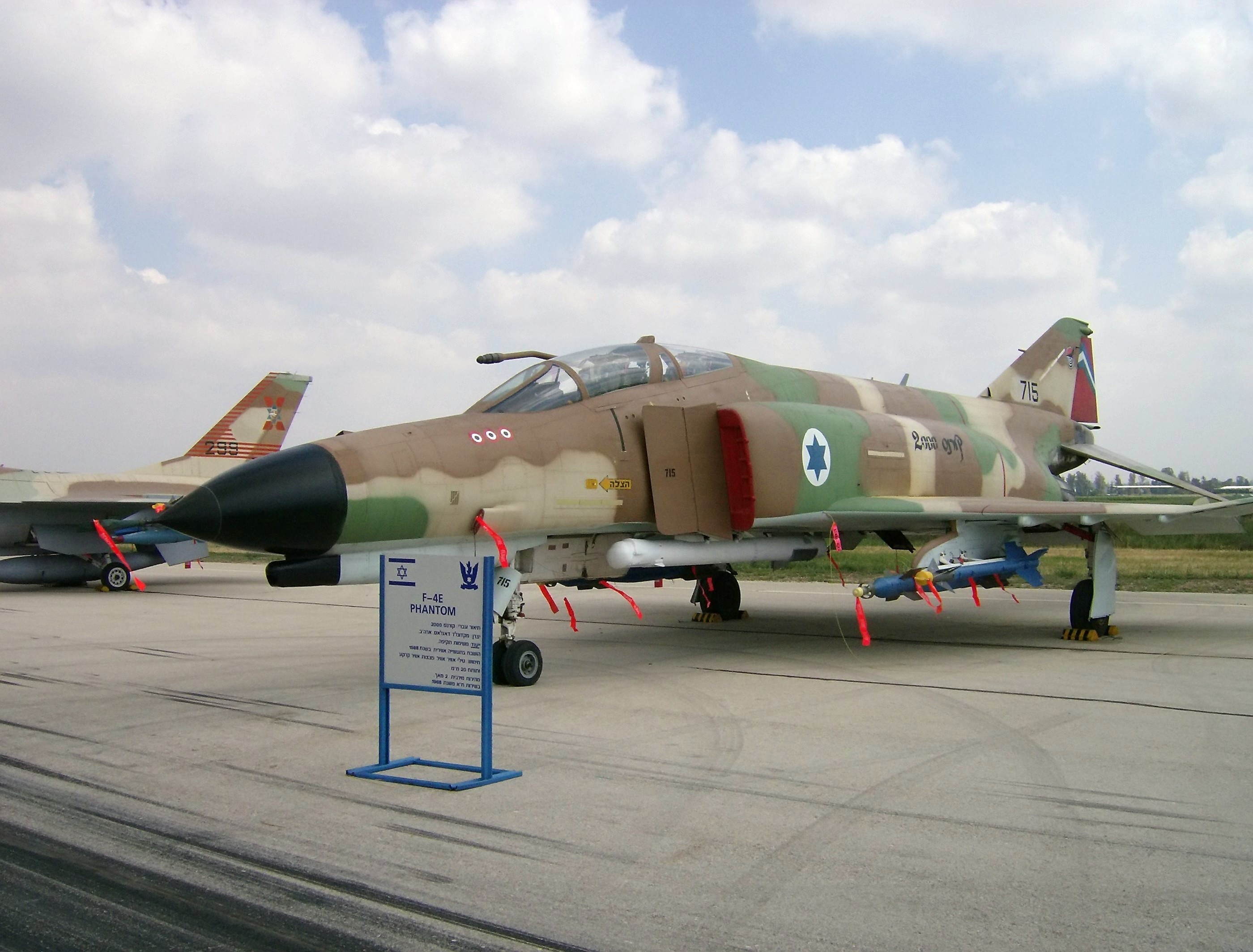
Stíhací letouny F-4E Phantom „Kurnas“ Izrael koupil během Rabinova působení v USA. Fotografie z letecké základny Tel Nof.

V lednu 1968 Rabin odešel z armády po 27 letech služby a téhož roku byl jmenován izraelským velvyslancem ve Spojených státech. Během pětiletého působení v této funkci se snažil o posílení vztahů a sehrál hlavní roli v podpoře strategické spolupráce mezi oběma zeměmi. Spojené státy se tehdy staly hlavním dodavatelem zbraní Izraele a mimo jiné mu prodaly útočné a stíhací letouny A-4 Skyhawk a F-4 Phantom. Do Izraele se Rabin vrátil v březnu 1973, ještě před vypuknutím jomkipurské války, a začal se angažovat v izraelské politice a straně Ma'arach. Po návratu si poznamenal: „Izrael, do kterého jsem se vrátil, měl sebejistotu, téměř samolibou auru, jaká sluší zemi na hony vzdálené hrozbě války.“ Tato sebejistota však stála Izrael mnoho obětí při jomkipurské válce v říjnu téhož roku. Ještě 5. října, den před vypuknutím války, Rabin díky okamžitému povolávacímu rozkazu svého syna Juvala z dovolené pochopil, že je armáda ve stavu pohotovosti, válku však neočekával. Ráno následujícího dne byl pozván na schůzku bývalých náčelníků Generálního štábu s ministrem obrany Dajanem, která se měla konat v 15.00. Přesně hodinu před plánovanou schůzkou však Egypt a Sýrie zahájily koordinovaný útok na Izrael. Válka trvala dvacet dní a Izrael při ní, přes počáteční těžké ztráty, dosáhl vítězství. Koncem prosince se konaly parlamentní volby, v nichž se Rabin stal poslancem Knesetu za Ma'arach. V březnu 1974 byl jmenován ministrem práce ve vládě Goldy Meirové, která se však zapsala do historie státu jako vláda s nejkratším působením. Dne 1. dubna totiž svou předběžnou zprávu zveřejnila Agranatova komise, „vytvořená za účelem vyšetření nedostatečné připravenosti v předvečer jomkipurské války.“ Ve své předběžné zprávě označila komise za viníky vysoké armádní a zpravodajské činitele a premiérku Meirovou s ministrem obrany Dajanem očistila. Oba politické představitele však přesto zasáhla vlna kritiky, kvůli které oba postupně rezignovali.

## První funkční období premiéra
Poté, co Golda Meirová v dubnu 1974 rezignovala, utkal se Rabin s Šimonem Peresem o funkci předsedy strany. Ve stranických primárkách zvítězil Rabin, dravé soupeření a rivalita mezi ním a Peresem jej však provázela po dvě následující desetiletí. Ve funkci premiéra nahradil Goldu Meirovou 3. června 1974. Jeho koaliční vláda zahrnovala strany Rac, Nezávislé liberály, Pokrok a rozvoj a Arabskou kandidátku beduínů a venkovanů. Tato vládní koalice s minimální většinou v Knesetu vydržela pouze několik měsíců a byla jedním z mála období, kdy se na vládě nepodílely náboženské strany. Národní náboženská strana se stala součástí koalice 30. října 1974 a strana Rac ji opustila 6. listopadu.

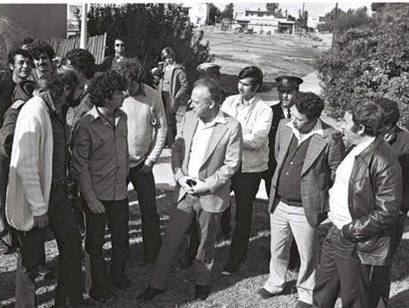
Jicchak Rabin na návštěvě jihoizraelského kibucu Ejlot v roce 1975

Jako nový premiér čelil Jicchak Rabin několika podstatným úkolům, mezi něž patřila například potřeba rehabilitovat armádu, řešit sociální problémy, zlepšit ekonomiku země, ale také obnovit důvěry veřejnosti ve vojenské a civilní vedení. Všechny tyto úkoly mu komplikovaly vnitrostátní skandály, rostoucí neklid v průmyslu, ale i rivalita mezi členy jeho vlády včetně napětí mezi ním a Peresem.

### Mír s Egyptem a operace Entebbe
V zahraniční politice došlo díky prostřednictví USA mezi Izraelem a Egyptem k podpisu Sinajské prozatímní dohody 1. září 1975, v jejímž důsledku se Izrael stáhl od Suezského průplavu až po východní část průsmyků Gidi a Mitla výměnou za volnou plavbu izraelských nevojenských lodí Suezským průplavem; ve vzniklém prostoru mělo dojít ke vzniku nárazníkového pásma Organizace spojených národů a dohoda obsahovala i další dodatky. Obě strany zároveň prohlásily, že konflikt na Blízkém východě nemůže být řešen vojenskou silou, ale mírovými prostředky. Dohoda byla výsledkem kyvadlové politiky Henryho Kissingera a hrozby „přehodnocení“ americké regionální politiky a vztahů s Izraelem. Rabin ve svých pamětech poznamenal, že tento „nevinný pojem byl posel jednoho z nejhorších období v americko-izraelských vztazích.“ Díky této dohodě došlo v březnu 1979 k podepsání vůbec prvního memoranda porozumění mezi Izraelem a Spojenými státy (v něm se Spojené státy zavázaly nejednat s Organizací pro osvobození Palestiny, zkráceně OOP). Dohoda se rovněž stala důležitým krokem k dohodám z Camp Davidu z roku 1978 a mírové smlouvě s Egyptem, podepsané v roce 1979.

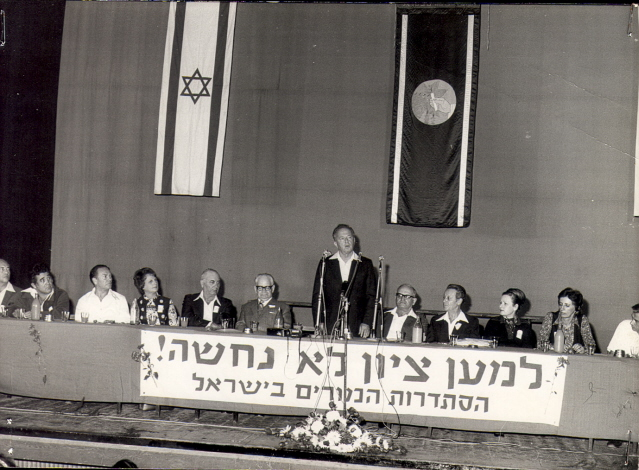
Jicchak Rabin hovoří na učitelské sionistické konferenci v roce 1975

Dramatickou událostí Rabinova prvního funkčního období byla operace Entebbe z roku 1976. Na jeho rozkaz provedla speciální jednotka Sajeret Matkal záchrannou operaci zhruba stovky cestujících letu společnosti Air France, unesených palestinskými teroristy z Lidové fronty pro osvobození Palestiny a německými Revolučními buňkami do Ugandy. Celá operace se odehrála v průběhu 57 minut a 102 ze 106 rukojmích při ní bylo osvobozeno. Zahynul však při ní velitel operace Jonatan Netanjahu, bratr pozdějšího premiéra Benjamina Netanjahua. Operace Entebbe měla velký národní i mezinárodní dosah: v národním měřítku byla kompenzací izraelského traumatu z jomkipurské války a probíhající ekonomické krize, v mezinárodním měřítku pak dala příklad všem zemím, jejichž občané se stali rukojmími únosců letadel a které doposud jednaly opatrně.

### Pád vlády a dolarový skandál

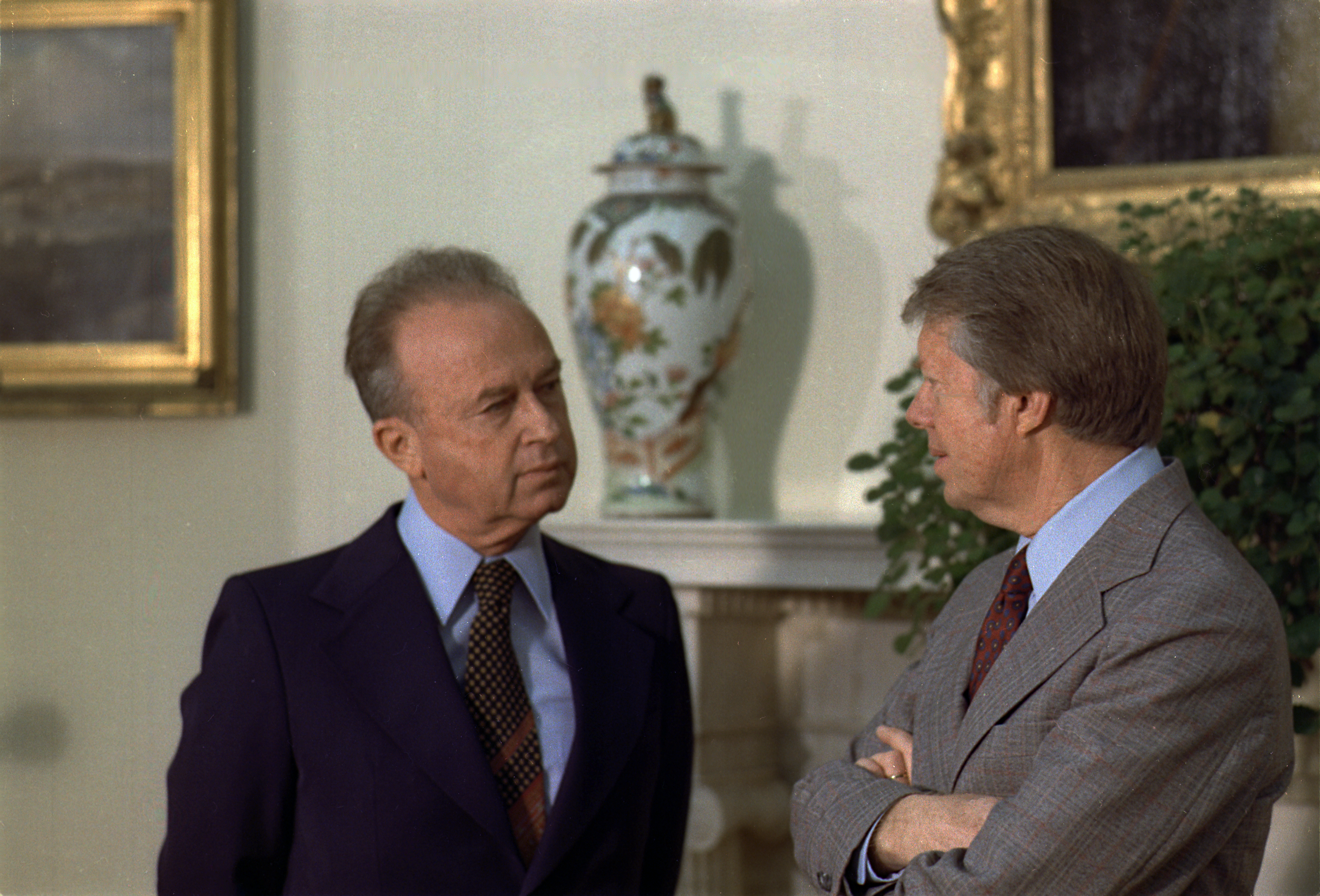
Setkání amerického prezidenta Jimmyho Cartera (vpravo) s Jicchakem Rabinem v Bílém domě v březnu 1977

V prosinci roku 1976 vznikla krize, znamenající konec Rabinovy vlády. Strana Agudat Jisra'el totiž podala návrh na vyslovení nedůvěry vládě kvůli porušení šabatu. Toho se vládní představitelé v čele s Rabinem dopustili, když se zúčastnili oficiální ceremonie přivítání čtyř nových stíhacích letounů F-15 „Baz“ pro izraelské letectvo. Slavnost se však protáhla, a vládní delegace se tak vracela do svých domovů až po začátku šabatu. Při hlasování o vyslovení nedůvěry vládě nakonec Rabinův kabinet neobstál kvůli tomu, že se hlasování zdrželo všech deset poslanců vládní Národní náboženské strany. Rozzuřený Rabin pak stranu vyloučil z vlády a 22. prosince předal do rukou prezidenta Efrajima Kacira vládní demisi. Datum předčasných voleb bylo stanoveno na květen 1977. V únoru 1977 se konaly stranické primárky, ve kterých Peres vyzval Rabina k obhájení předsednického křesla. Těsným rozdílem 41 hlasů (1445 hlasů pro Rabina, 1404 pro Perese při 16 absencích) Rabin křeslo šéfa strany obhájil.
V březnu se Rabin vypravil na svou první oficiální cestu do Spojených států ve funkci premiéra. Vyrozuměl zde amerického prezidenta Jimmyho Cartera o izraelském postoji ve věci arabsko-izraelského, potažmo izraelsko-palestinského konfliktu. Uvedl, že by Izrael byl ochoten vzdát se velké části Sinajského poloostrova a částečně, avšak ne zcela, se stáhnout ze Západního břehu výměnou za mír. Rezolutně odmítl izraelský odchod z Golanských výšin. Dále připustil možnost vzniku jordánsko-palestinského státního celku, nicméně zamítl možný vznik nového čistě palestinského státu. Po setkání s Carterem Rabin veřejně oznámil, že Spojené státy podporují izraelskou myšlenku obhajitelných hranic. Carter však nechtěl, aby vznikl mylný dojem, že Spojené státy poskytly Izraeli bianko šek, a tak Bílý dům Rabinovo prohlášení uvedl na pravou míru. Tento incident zapříčinil zhoršení americko-izraelských vztahů, které například podle Quandta (2005) přispělo k porážce Ma'arachu v květnových parlamentních volbách.
Další nepříjemností, která Rabina před volbami zastihla, se stalo odhalení deníku Ha'arec z 15. března téhož roku, že Rabinova manželka Lea vlastní v zahraničí dolarový účet z dob, kdy Rabin působil jako velvyslanec ve Spojených státech. Podle tehdejších zákonů sice bylo pro Izraelce žijící v zahraničí legální mít takový účet, ne však pro Izraelce žijící v Izraeli; šlo tedy o čtyři roky, kdy byl účet nelegální. Počátkem dubna bylo proti Rabinově manželce vzneseno obvinění a Rabin rezignoval na post předsedy strany a kandidáta na premiéra. 17. dubna soud Leu Rabinovou odsoudil „k pokutě ve výši desetinásobku nejvyšší částky na účtu.“

## Člen opozice a ministr obrany
Po Rabinově rezignaci se stal předsedou Ma'arachu Šimon Peres. Parlamentní volby znamenaly historický zlom v izraelských politických dějinách; levice v podobě Ma'arachu utrpěla těžkou porážku a poprvé od vzniku státu tak v čele vlády stanula pravice v podobě Likudu Menachema Begina. V srpnu 1979 vydal Rabin své paměti, v nichž se nebývale ostře opřel do svého dlouholetého politického protivníka Perese. Označil jej za „nenapravitelného intrikána“, který nebyl schopen se povznést nad to, aby proti němu jednal. Dále napsal: „Nejenže se pokoušel podrazit mě, ale i celou vládu, a důvěřoval starému bolševickému pravidlu ‚čím hůř, tím lépe pro Perese.‘ Šířil lži a nepravdy a škodil Straně práce, čímž se korunoval na vůdce opozice.“ Ještě mnohem kontroverznější na pamětech bylo uvedení podrobností o vyhnání Arabů z Ramly a Lyddy (Lod) během války za nezávislost. Zmíněná pasáž byla zamítnuta vojenským cenzorem i zvláštním ministerským výborem, americkému listu The New York Times se však původní znění podařilo zjistit a uveřejnil je.
Po volbách v roce 1984 se Rabin opět stal členem vlivného parlamentního výboru pro zahraniční věci a obranu. V letech 1984 až 1990 působil jako ministr obrany ve vládách národní jednoty, vedených premiéry Jicchakem Šamirem a Šimonem Peresem. V době, kdy Rabin nastoupil na ministerstvo obrany, byla izraelská armáda po první libanonské válce stále hluboko v Libanonu. Premiér Peres tehdy pověřil Rabina sestavením plánu na její postupné stažení do bezpečnostní zóny na libanonské straně hranice. To proběhlo na základě Rabinova plánu v létě 1985 a izraelská armáda poté v této oblasti spolupracovala s Jiholibanonskou armádou. Během působení na ministerstvu Rabin zrušil projekt vývoje víceúčelového stíhacího letounu IAI Lavi a podílel se na prohlubování vztahů Izraele s Jordánskem. V dubnu 1986 se ve Štrasburku tajně sešel s jordánským králem Husajnem, načež Jordánsko uzavřelo kanceláře OOP v Ammánu.

### Intifáda
Mezi nejzásadnější události Rabinova působení v čele ministerstva patřila první intifáda (arabsky انتفاضة‎, „procitnutí“ či doslova „lidové povstání“), jinak též „válka kamenů“, která vypukla 9. prosince 1987 v Pásmu Gazy. Její rozbuškou se stala dopravní nehoda izraelského a palestinského automobilu, při které zahynuli čtyři palestinští Arabové. Podle palestinské strany měl Izraelec nehodu způsobit záměrně jako pomstu za vraždu Izraelce spáchanou v Gaze o několik dní dříve. Zprvu intifáda probíhala v podobě demonstrací, nepokoje se však zakrátko rozšířily i na Západní břeh. V době kdy začaly, byl Rabin v zahraničí a na základě získaných informací nepokládal za nutné vracet se zpět dříve. Násilnostmi nepokojů a hlavně jejich rozsahem byli zaskočeni izraelští vojáci, kteří nebyli vycvičeni k potírání lidových povstání, ale k boji proti cizí armádě. Do mnohých palestinských vesnic jim byl zablokován přístup a ve většině měst a sídel v Gaze a na Západním břehu jim Arabové nadávali a útočili na ně kamením a zápalnými lahvemi. Součástí nepokojů byly dále generální stávky, bojkoty, zapalování pneumatik, graffiti, vyvěšování palestinských vlajek a barikády; použití těžkých zbraní či sebevražedných útoků však nebylo typické. V důsledku násilností jednali vojáci podrážděně a obzvláště razantně. Sám Rabin přijal tvrdá opatření k zastavení demonstrací a zastrašení demonstrantů v rámci politiky „síly, moci a bití“. Armáda používala slzný plyn, kaučukové a plastové kulky a v krajní nouzi ostrou munici. Gilbert ve své knize Izrael: Dějiny zmiňuje Rabinovu instruktáž armádních důstojníků:
Když Rabin (…) hovořil k armádním důstojníkům o užití síly proti palestinským vrhačům kamenů, řekl jim, že je adekvátní použít sílu, aby bylo možno dostat demonstranty pod kontrolu, ale že násilí nemá být užíváno neuváženě. Když je nutné rozhodnout se při konfrontaci s demonstrantem házejícím zápalnou láhev, zda je lepší vystřelit na něj z pušky nebo udeřit ho obuškem, pak je lépe užít obušek. Byla to v zásadě umírněná rada: je lepší zlomit demonstrantovi nějakou kost než na něho vystřelit a riskovat těžké zranění nebo jeho smrt. Ale rada „udeřit obuškem“ se objevila v novinách na celém světě jako „přeražte jim kosti,“ přičemž obojí se zdálo kruté a necitlivé, a Izrael byl značně zostuzen.
Martin Gilbert,  Izrael: Dějiny, s. 513
Údajný výrok „zlámejte jim kosti“ do značné míry rezonoval izraelskou politikou. Dva izraelští poslanci žádali ustanovení vyšetřovací komise, která by prošetřila Rabinovy rozkazy a postupy během intifády. Podle Ley Rabinové ministr takový výrok nikdy nepronesl, avšak podle jiné verze ho skutečně řekl, aby izraelské vojáky odradil od střelby na palestinské Araby házející kameny.
Samotné povstání překvapilo i Organizaci pro osvobození Palestiny v Tunisku, která měla povstání „oficiálně vést“. Fakticky však výraznou moc u povstalců získala palestinská militantní islamistická skupina Hamás, která vznikla na počátku první intifády. Nepokoje se rozrostly a byly ukončeny až podepsáním mírové dohody z Osla roku 1993. Kombinace selhání politiky „železné pěsti“, snížení izraelské mezinárodní prestiže, přerušení administrativních vazeb Jordánska na Západní břeh a americké uznání OOP zástupcem palestinského národa, donutily Rabina usilovat o ukončení násilí jednáním a dialogem s Arafatovou Organizací pro osvobození Palestiny.
V letech 1990 až 1992 Rabin zastával opět post poslance a člena výboru pro zahraniční záležitosti a obranu.

## Druhé funkční období premiéra

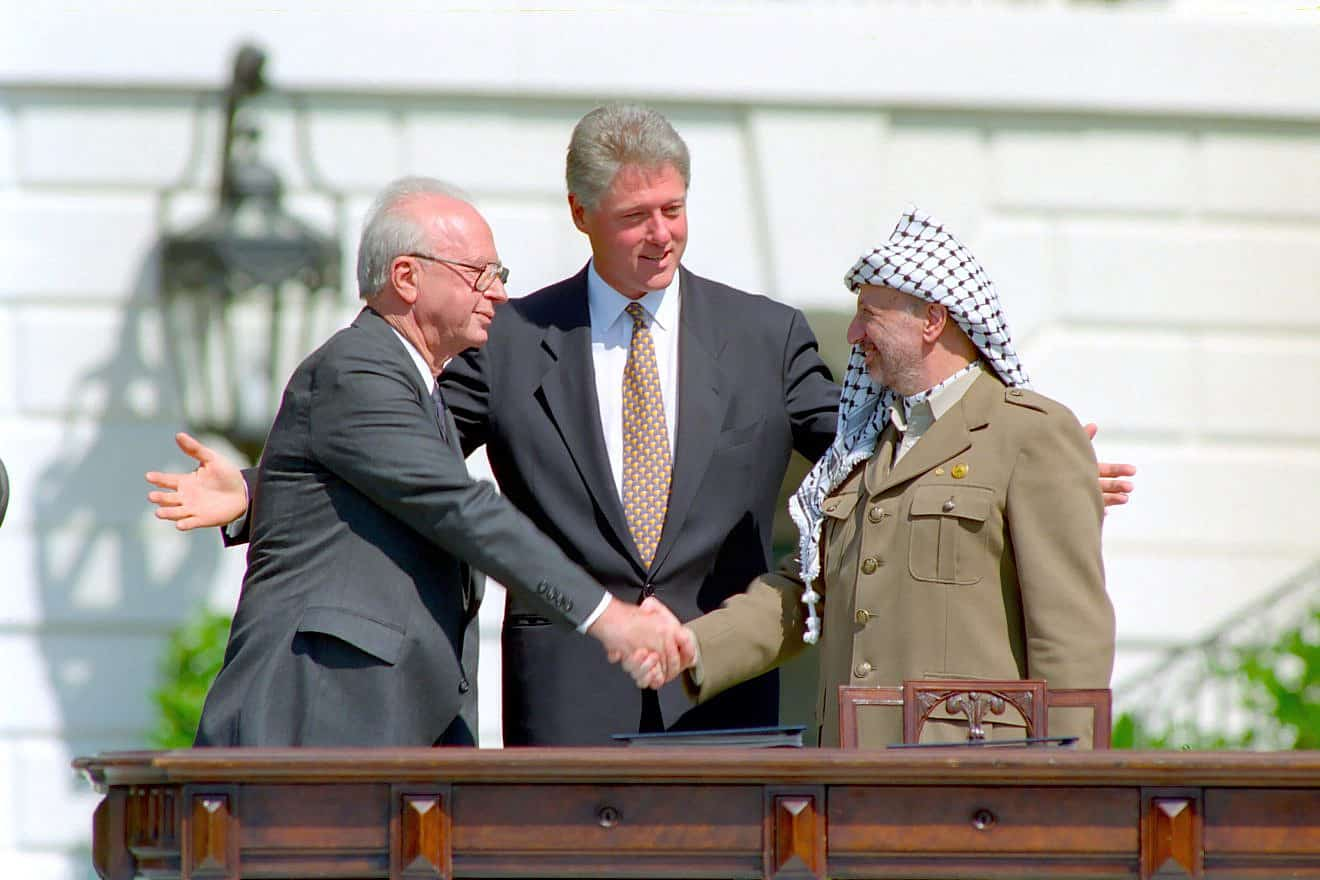
Zleva: Jicchak Rabin, Bill Clinton a Jásir Arafat po podepsání Mírových dohod z Osla na trávníku před Bílým domem ve Washingtonu, 13. září 1993

V roce 1992 se strany tvořící Ma'arach sloučily do Strany práce a v dubnu téhož roku se ve straně konaly primárky, v nichž Rabin porazil dosavadního předsedu Perese. Ve stejném roce proběhly parlamentní volby, ve kterých Rabinova strana přesvědčivě porazila stranu Likud vedenou Jicchakem Šamirem. Rabinovi se podařilo oslovit veřejnost pověstí hrdiny šestidenní války, rázného ministra obrany z 80. let a muže vstřícného mírovým jednáním. Na jeho úspěch mělo vliv i to, že většina veřejnosti chtěla ukončit neutuchávající násilí. Ve volbách však levicový blok získal pouze těsnou většinu. Rabinovi se nicméně podařilo sestavit první levicovou vládu po patnácti letech, a to za podpory stran Merec (skupiny tří středolevých stran) a Šas (ultraortodoxní náboženské strany), navíc měla vládní koalice podporu arabských i komunistických stran. V červnu se Rabin v 70 letech stal podruhé premiérem a jedním z jeho prvních rozhodnutí bylo zastavení další výstavby izraelských osad na okupovaných územích (netýkalo se však výstavby stávajících osad). Díky tomuto rozhodnutí americká vláda prezidenta George H. W. Bushe konečně Izraeli přislíbila záruky na půjčku ve výši deseti miliard dolarů, o které předtím neúspěšně žádal Šamir. Půjčka měla pomoci s absorpcí nových přistěhovalců. Ministrem zahraničí Rabin učinil svého dlouholetého rivala Šimona Perese a pro sebe si navíc ponechal post ministra obrany a ministra náboženských věcí. Nová vláda měla příznivý vliv na mírová jednání, která se konala v různých evropských městech; mimo zmíněná jednání probíhaly v Oslu tajné schůzky představitelů Izraele s palestinskými představiteli OOP. Aby se s nimi mohli Izraelci vůbec sejít, musel být zrušen zákon, který takové styky zakazoval.

### Historická mírová dohoda s Palestinci
Tajné schůzky vyústily v srpnu 1993 v základní náčrt budoucí mírové dohody z Osla, známý jako Deklarace zásad. Dne 30. srpna informoval Rabin vládu o probíhajících jednáních a předložil jí ke schválení návrh dohody. Ta ji při abstenci dvou členů schválila a 4. září s návrhem dohody souhlasil i ústřední výbor OOP v Tunisku. Aby na izraelské straně vůbec mohl začít proces schvalování a aby zatlačil na předsedu OOP, oznámil Rabin Arafatovi, že je izraelská vláda připravena uznat Organizaci pro osvobození Palestiny jakožto zástupce palestinského lidu. Poté došlo 9. září 1993 k výměně dopisů o vzájemném uznání. V prvním dopise, který Arafat poslal Rabinovi, se OOP zřekla terorismu a uznala právo Státu Izrael na existenci v míru a bezpečí. V reakci na to Izrael poslal dopis Arafatovi, v němž oficiálně uznal OOP jako zástupce palestinského lidu.

V důsledku schválení návrhu vládou vystoupila z vládní koalici strana Šas, čímž se Rabinova vláda stala menšinovou a musela se opírat o hlasy arabských a komunistických stran. Mírová smlouva byla nakonec v izraelském parlamentu schválena těsnou většinou jednoho hlasu. Před závěrečným hlasováním Rabin prohlásil:
| „                                                                               | Členové Knesetu, nemůžeme si vybírat své sousedy ani své nepřátele, dokonce ani ty nejkrutější mezi nimi. Máme jen to, co tu je. OOP bojovala proti nám a my bojovali proti nim – a s nimi nyní hledáme stezku k míru. Můžeme zamknout všechny dveře, překazit všechny pokusy o mír. Máme morální právo nezasednout k jednacímu stolu s OOP (…) nepotřást rukou, která tiskla spoušť. Máme sílu odmítnout s odporem návrhy OOP – a pak se stát nevědomky partnery v pokračujícím cyklu, se kterým jsme museli do nynějška žít: války, terorismus a násilí. | “ |
| — Jicchak Rabin, v projevu před závěrečným hlasováním o mírové dohodě v Knesetu | |   |

| „                                                                        | Je nám souzeno žít společně na stejné půdě, ve stejné zemi. My, vojáci, kteří jsme se vrátili z bitev poskvrnění krví; my, kteří jsme viděli, jak byli před našima očima zabiti naši příbuzní a přátelé; my kteří jsme přišli ze země, kde rodiče pohřbívali své děti; my kteří jsme bojovali proti vám, Palestincům, vám dnes říkáme hlasitě a jasně: Už dost bylo krve a slz. Dost! | “ |
| — Jicchak Rabin, část projevu během slavnostního podepsání mírové dohody | |   |

Podle podepsané dohody měla být na přechodnou dobu pěti let na území Západního břehu a pásma Gazy ustanovena Palestinská samospráva. Během této doby měla probíhat jednání o závěrečných otázkách týkajících se především otázky Jeruzaléma, uprchlíků, židovských osad, hranic a vody. Okupovaná území se měla rozdělit do tří zón podle izraelského a palestinského podílu na správě těchto území. Konečná dohoda měla být uzavřena na základě rezolucí Rady bezpečnosti OSN č. 242 a č. 338. Dohodu podepsali Rabin s Arafatem 13. září 1993 při slavnostním ceremoniálu, který se uskutečnil na trávníku před Bílým domem za účasti amerického prezidenta Billa Clintona.

### Komplikace mírového procesu
Podepsání dohod z Osla, přestože bylo významným krokem na cestě k míru, se ukázalo jako značně kontroverzní krok, který rozdělil jak izraelskou, tak palestinskou společnost, a tím zkomplikoval mírový proces. Na palestinské politické scéně začala sílit opozice v podobě Hamásu a Palestinského islámského džihádu, kteří se proti OOP a mírovému procesu začali vymezovat. V Izraeli se proti smlouvě postavila pravice v čele s Likudem a další uskupení, zejména pak rada židovských osad Ješa a osadnické hnutí Guš emunim. Začaly se stupňovat i násilnosti a teroristické akce na obou stranách. V únoru 1994 židovský osadník Baruch Goldstein spáchal tzv. masakr v Jeskyni patriarchů, když postřílel 29 modlících se muslimů. Tím vyvolal sérii palestinských odvetných útoků a jako nový fenomén se objevily sebevražedné atentáty. Pravice proti Rabinově politice pořádala bouřlivé demonstrace, na nichž vystupovali předáci Likudu Benjamin Netanjahu a Ariel Šaron. Součástí štvavé kampaně byly Rabinovy plakáty, které jej vyobrazovaly s kefíjou, hitlerovským knírkem či v uniformě důstojníka SS. Na demonstracích Rabinovi odpůrci nosili rakev s jeho figurínou a jemu samotnému i jeho ženě vyhrožovali smrtí. Mírový proces přesto na obou stranách pokračoval. Po několika měsících podepsali Rabin a Arafat dohodu o odchodu izraelských jednotek z měst Gaza a Jericho. Jásir Arafat se stal oficiálním prezidentem Palestinské samosprávy a v červenci 1994 přesunul své sídlo z Tuniska do Gazy.

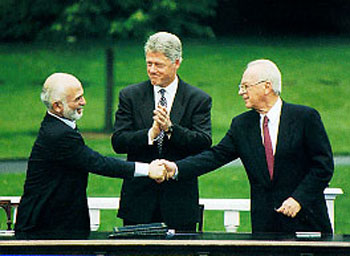
Zleva: král Husajn, Bill Clinton a Jicchak Rabin po podpisu izraelsko-jordánské mírové smlouvy v září 1994

Za roli při vzniku Oselských dohod získal Rabin v roce 1994 společně s Jásirem Arafatem a Šimonem Peresem Nobelovu cenu míru. V roce 1994 mu bývalá americká první dáma Nancy Reaganová udělila ocenění Ronald Reagan Freedom Award, které se uděluje osobám, „které významně a trvale přispěly svobodě na celém světě,“ a těm, již „ztělesňují celoživotní přesvědčení prezidenta Reagana, že i jeden muž či žena mohou něco změnit“. Téhož roku mu byla společně s Jásirem Arafatem udělena cena prince Asturského v kategorii mezinárodní spolupráce. Jen o rok dříve, v roce 1993, se stal jednou ze čtyř osobností, které časopise Time vybral jako osobnost roku. Tato skupina, označená jako „Mírotvůrci“, kromě Rabina zahrnovala Jásira Arafata, Nelsona Mandelu a Frederika Willema de Klerka.

### Mír sJordánskem a Oslo II.

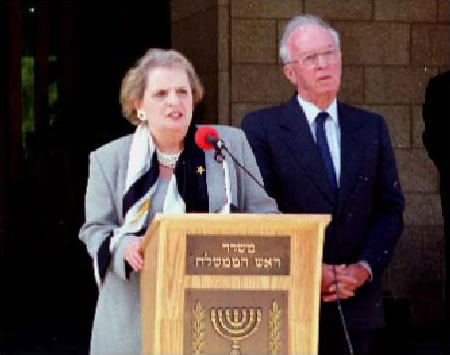
Jicchak Rabin a americká ministryně zahraničních věcí Madeleine Albrightová během tiskové konference v Jeruzalémě, květen 1995

Díky podepsání Oselských dohod došlo i ke zlepšení vztahů mezi Izraelem a Jordánskem. Zlom v jednáních nastal v květnu 1994 na schůzce v Londýně, kde se Rabin zaručil, že Jordánsko bude mít privilegované postavení v dohledu na svatá místa islámu v Jeruzalémě. Po sérii veřejných i tajných jednání pak byla 26. října 1994 podepsána izraelsko-jordánská mírová smlouva. Ta oživila izraelské vztahy s arabskými státy v severní Africe a v Perském zálivu. Pokrok ve vztazích nastal i mezi Izraelem a Sýrií, avšak uzavření smlouvy a navrácení Golanských výšin se ukázalo jako politicky neprůchodné.
V září 1995 došlo k dalšímu pokroku v jednáních s palestinskou reprezentací a 28. září byla podepsána tzv. Přechodná dohoda (Interim Agreement), neoficiálně označovaná jako Oslo II. Tato dohoda týkající se Západního břehu znamenala stažení izraelské armády z určených palestinských měst, která přešla pod palestinskou správu. Podepsání dohody opět přineslo na obou stranách vlnu kritiky, která vyvrcholila v listopadu 1995 Rabinovou vraždou.

## Atentát
V reakci na pravicové demonstrace proti mírovému procesu svolal Rabin s hnutím Mír nyní 4. listopadu na telavivském náměstí Izraelských králů velkou mírovou demonstraci pod názvem Ano míru, ne násilí. Demonstrace měla ukázat, že mezi Izraelci má mírový proces stále podporu. Během stotisícové demonstrace stál Rabin na vyvýšeném prostranství před telavivskou radnicí, kde spolu s Šimonem Peresem a zpěvačkou Miri Aloni zpívali píseň Šir la-Šalom‎ (doslova „Píseň míru“) a kde pronesl svůj poslední projev na podporu mírového procesu. V okamžiku, kdy po projevu scházel z pódia a procházel davem ke svému autu, byl třikrát střelen radikálním pravicovým ortodoxním Židem Jig'alem Amirem, který chtěl zabitím Rabina zastavit mírový proces a dle svých slov tak „zachránit židovský národ“. Rabin byl okamžitě převezen do nemocnice Ischilov, kde však po padesáti minutách na operačním stole zemřel následkem velké krevní ztráty a průstřelu plíce. Bezprostředně po střelbě Amira zadrželi přítomní policisté.

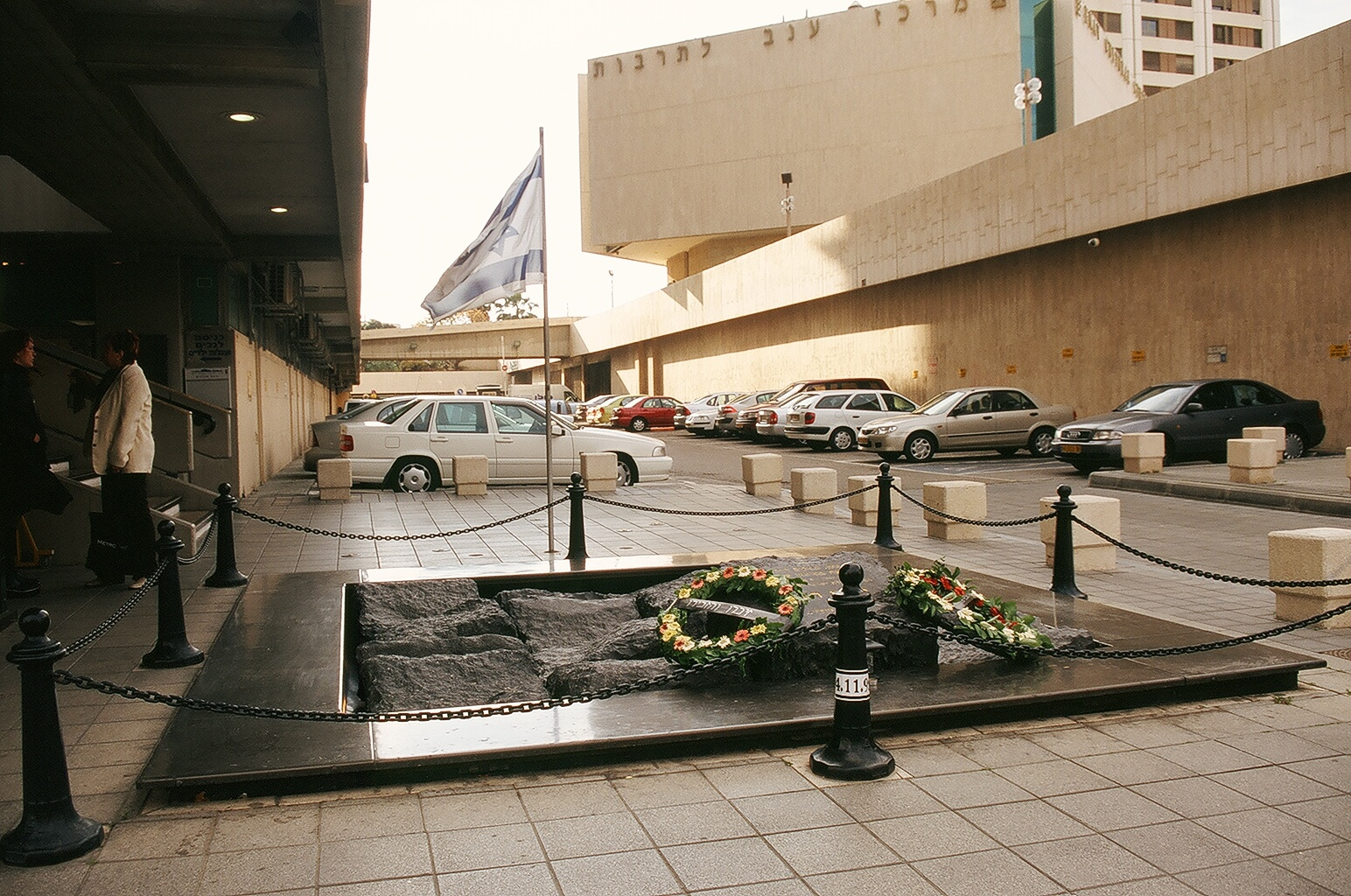
Náměstí Izraelských králů, dnes Rabinovo náměstí v Tel Avivu, je místem atentátu na Jicchaka Rabina. Stojí zde jeho památník.

Během soudního procesu s pětadvacetiletým Amirem vyšlo najevo, že Amir měl již dvakrát v plánu Rabina zabít, ale pokaždé byl jeho záměr zmařen nečekanou okolností. Vrah podle vlastních slov jednal v souladu s halachou (židovským náboženským právem). U soudu prohlásil: „Každý Žid, který ponechá svůj lid nebo území nepříteli podobně jako Rabin, musí být zabit. Studoval jsem halachu celý život a dobře vím, o čem mluvím.“ Zjistilo se rovněž, že někteří rabíni z rady Ješa označili Rabina nejtěžšími halachickými obviněními Žida: byl podle nich „rodef“ (vrah Žida) a „moser“ (udavač Nežidům a zloděj židovského majetku). Jak uvádí Čejka (2009), „Amir otevřeně přiznal, že se těmito religiózními (dez)intepretátory židovského práva z řad rabínských autorit náboženských osadníků inspiroval.“ Amir byl soudem shledán vinným a odsouzen k doživotnímu vězení.
Po krizovém zasedání vlády byl prozatímním premiérem jmenován ministr zahraničních věcí Šimon Peres. Rabinova vražda znamenala velký šok nejenom pro Izraelce, ale i pro Palestince a celý svět; například americká média její dopad a význam srovnávala se zavražděním amerického prezidenta Kennedyho v roce 1963. Statisíce truchlících Izraelců se shromáždily na náměstí Izraelských králů a oplakávaly Rabinovu smrt. Scházeli se zde zvláště mladí lidé, kteří zapalovali svíčky a zpívali mírové písně. Rabinova pohřbu se zúčastnili zástupci z celého světa, včetně osmdesáti hlav států. Bill Clinton svůj projev na pohřbu zakončil tradičním rozloučením v hebrejštině – „šalom chaver“ (hebrejsky שלום חבר‎, doslova „sbohem, příteli“). Jicchak Rabin je pohřben na národním hřbitově na Herzlově hoře v Jeruzalémě.
Tak jako u mnoha politických atentátů, probíhala i u Rabinovy vraždy debata o pozadí atentátu a vynořila se řada konspiračních teorií (od spiknutí v tajné službě Šin bet, až po fingovaný atentát, jehož průběh nevyšel).

## Důsledky Rabinovy smrti

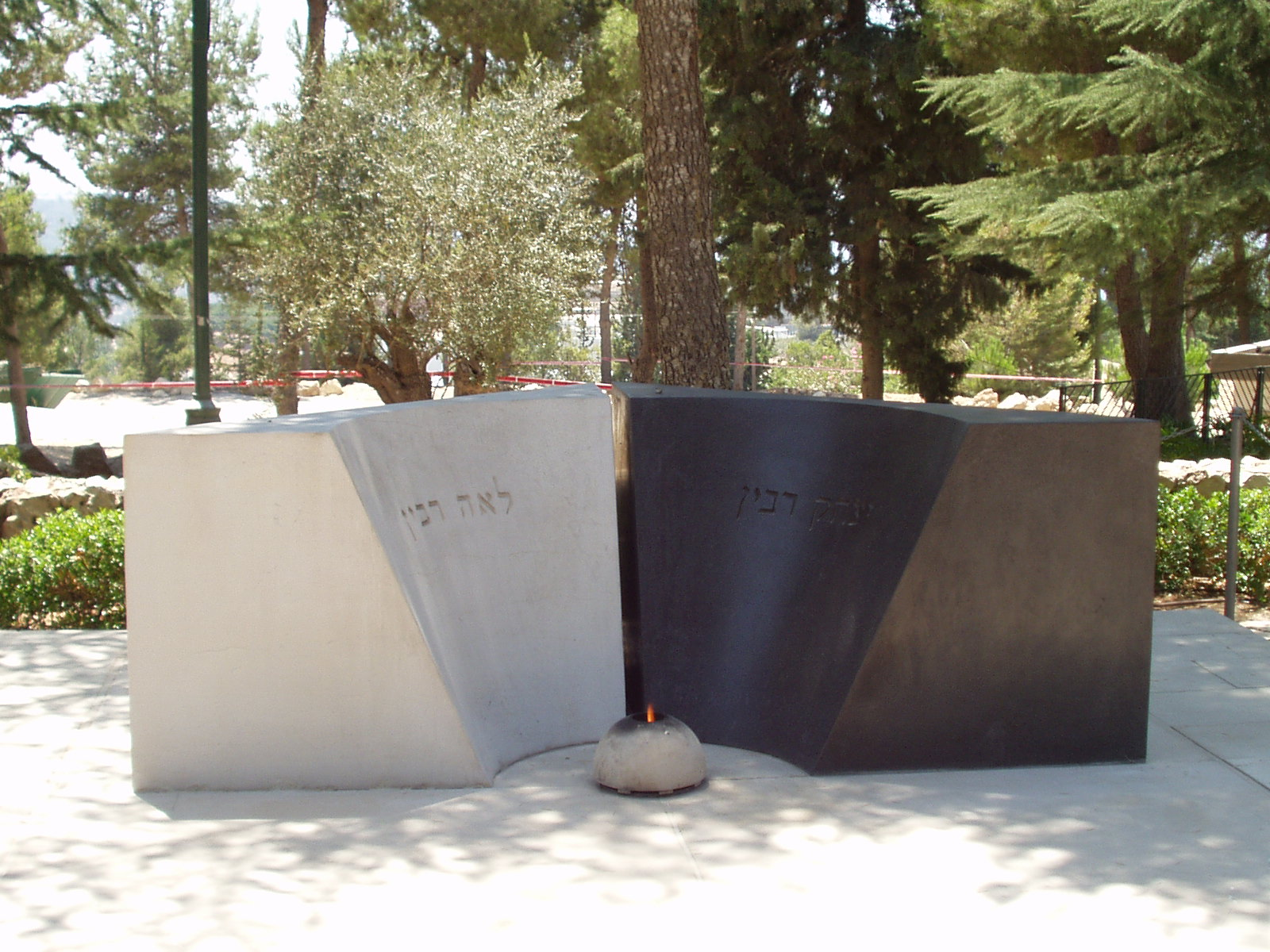
Náhrobní kámen Jicchaka (vpravo) a Ley (vlevo) Rabinových na Herzlově hoře v Jeruzalémě

Smrt Jicchaka Rabina se stala zlomovým bodem izraelsko-palestinských mírových jednání a bylo stále těžší nalézt společnou řeč, která by vedla k udržení mírových vztahů mezi židovským státem a palestinskými Araby. Izraelské osady na okupovaných územích se staly velkým ohniskem sváru, který trvá až do dnešních dnů (2010). Trvalé důsledky Rabinovy smrti popisuje britský autor Charles D. Smith slovy: „Přízrak dalších atentátů či případné občanské války v Izraeli, která by nastala v případě stažení se z okupovaných území, posílil izraelského ministerského předsedu Ehuda Baraka (stal se premiérem v roce 1999) v rozhodnutí posílit expanzi osad s připomenutím velké touhy osadníků po trvalém míru s Palestinci, a dále tato událost napomohla k větší toleranci izraelských aktivit ze strany amerických mírových vyjednávačů, kteří si ovšem uvědomili i negativní důsledky těchto expanzivních aktivit.“

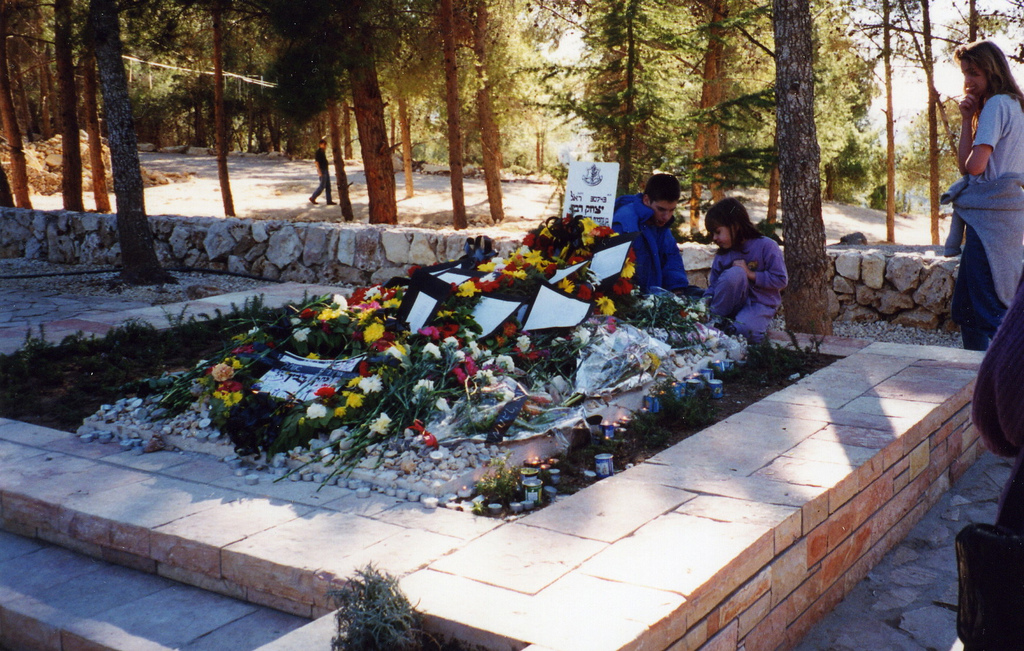
Rabinův hrob s květinami a smutečními vzkazy, prosinec 1995

Atentát přiostřil již tak špatné vztahy mezi Stranou práce a stranou Likud do nebývalé míry; podle Elazara a Sandlera (1998) „vyvolal vnitřní svár a nejhorší domácí krizi v dějinách moderního Izraele.“ Napjatou atmosféru dále zostřil Benjamin Netanjahu, který následujícího roku odmítl uznat den národního smutku za zesnulého Rabina, na což Lea Rabinová reagovala zákazem Netanjahuovi pronést řeč na vzpomínkovém ceremoniálu za svého zesnulého manžela. Již na pohřbu se k Netanjahuovi v okamžiku, kdy jí chtěl vyjádřit upřímnou soustrast, okázale otočila zády.
Po Rabinově smrti nastoupil do funkce ministerského předsedy Šimon Peres. Aktuální atmosféra v Izraeli velmi nahrávala jeho Straně práce. Navzdory radám se však za těchto okolností nepokusil vyvolat předčasné volby a namísto toho se soustředil především na mírová jednání se Sýrií a neprodleně provedl několik zásadních kroků ke splnění dohody z Osla. Smith (2009) o tom napsal: „Izraelské vojenské síly se ke konci roku 1995 stáhly ze šesti klíčových měst z oblasti A a z více než čtyř set vesnic v oblasti B.“ Dne 20. ledna 1996 se konaly volby do vlády Palestinské autonomie, čímž byl splněn jeden z bodů z Deklarace zásad z roku 1993. Volby vyhrála strana Fatah Jásira Arafata, bojkotovaly je však organizace Hamás a Palestinský islámský džihád, které se pak snažily celý mírový proces narušit terorem. V izraelských ulicích začali útočit palestinští sebevražední atentátníci. V únoru a březnu 1996 bylo spácháno pět atentátů, při nichž zemřelo 76 lidí. Izrael odpověděl uzávěrou západního břehu a pásma Gazy, aby zamezil průniku teroristů.
Mírová jednání se Sýrií nakonec nebyla úspěšná. Krátce před izraelskými volbami vyvstal další problém v podobě ostřelování severního Izraele teroristy z hnutí Hizballáh z Libanonu. Peres, který nechtěl mít ve volbách pověst měkkého politika, nařídil odvetnou operaci Hrozny hněvu. Během operace však nešťastnou náhodou zahynulo větší množství civilistů, což jeho popularitě neprospělo. Operací si proti sobě také popudil izraelské Araby, kteří s ním zpočátku sympatizovali. Ve volbách tak nakonec vyhrál Benjamin Netanjahu.

## Památka

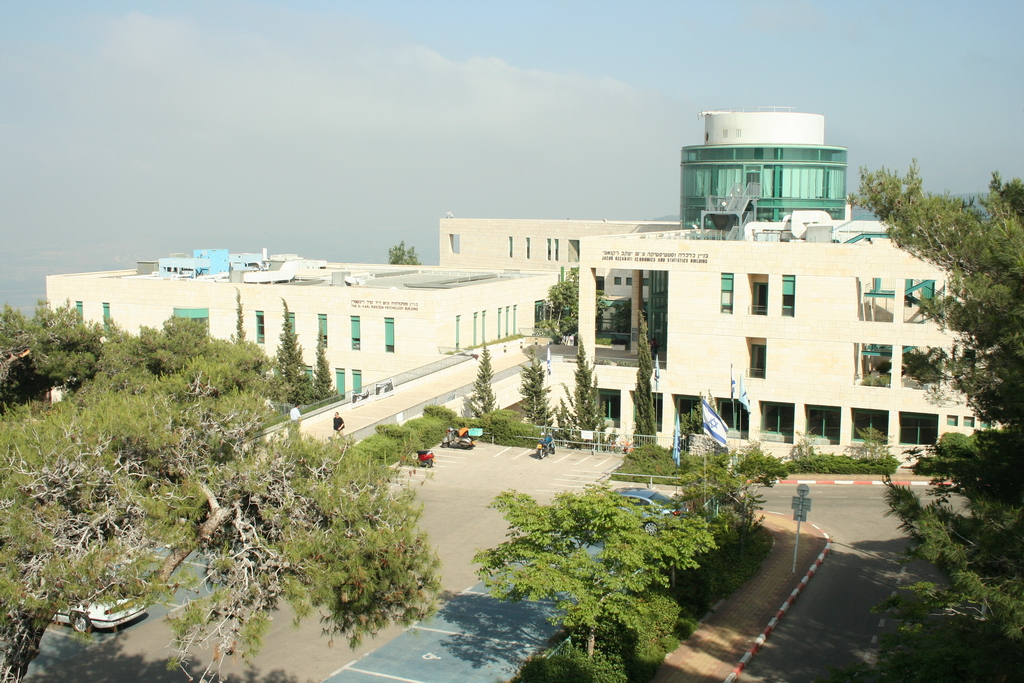
Rabinova budova Haifské univerzity je jedním z mnoha míst, které nese jméno Jicchaka Rabina

Jméno Jicchaka Rabina nese na jeho počest řada míst a institucí v Izraeli i po celém světě. Jedním z nich je místo Rabinova zavraždění – náměstí Izraelských králů (hebrejsky כיכר מלכי ישראל‎, Kikar Malchej Jisra'el), které bylo po jeho smrti přejmenováno na Rabinovo náměstí. V Izraeli dále nese jeho jméno množství institucí, ulic, čtvrtí, škol, mostů a parků, ale i dva vládní kancelářské komplexy a dvě synagogy. Mimo Izrael nesou Rabinovo jméno ulice v Bonnu, Berlíně a New Yorku a parky v Montréalu, Římě a Limě.
Na jeho počest ustanovil Kneset 12. den židovského měsíce chešvan oficiálním pamětním dnem Jicchaka Rabina. Neoficiálně se však jeho památka připomíná 4. listopadu, což je datum jeho vraždy podle gregoriánského kalendáře. Ještě v roce 1995 Izraelská poštovní společnost vydala Rabinovu pamětní poštovní známku. O dva roky později došlo ke zřízení Centra Jicchaka Rabina a v roce 1998 ke vzniku přípravného armádního programu Mechinat Rabin, který před nástupem do armády připravuje absolventy středních škol k vůdcovství. Jicchak Rabin byl po své smrti vnímán jako národní symbol a stal se ztělesněním etosu izraelských mírových snah, a to navzdory své vojenské minulosti a někdejším radikálnějším názorům. Vzpomínka na Jicchaka Rabina pronikla i do světa kultury a na jeho památku nazpíval reggaeový zpěvák Alpha Blondy píseň s názvem Yitzhak Rabin.